# Eterotermia
Con eterotermia si intende il sistema di termoregolazione di alcuni animali che presentano caratteristiche intermedie all'endotermia e all'ectotermia: la loro temperatura corporea può andare incontro a notevoli variazioni in un intervallo piuttosto ampio (in tutto il corpo o solo in alcune zone specifiche) a seconda delle condizioni ambientali cui sono sottoposti. Questi animali prendono il nome di eterotermi o omeotermi parziali.
La regolazione della temperatura corporea nelle specie eteroterme può avvenire sia temporalmente (eterotermia temporale) sia spazialmente (eterotermia o endotermia regionale).

## Eterotermia temporale
Molti piccoli mammiferi come pipistrelli o roditori possiedono un metabolismo molto elevato quando sono attivi, cosa che permette loro di mantenere una condizione di omeotermia. In determinati periodi dell'anno però, abbassano la temperatura corporea a causa di una diminuzione della temperatura ambientale o della mancanza di risorse disponibili. Si tratta di un fenomeno definito eterotermia temporale: in particolare, a seconda delle condizioni in cui si manifesta si distinguono l'ibernazione (chiamato comunemente anche letargo) e il torpore quotidiano.

### Ibernazione
Adottata da animali di piccole dimensioni che vivono in ambienti situati ad alte latitudini o altitudini (un esempio è la marmotta) per sopravvivere al periodo invernale, l'ibernazione provoca un rallentamento controllato del metabolismo e, di conseguenza, un abbassamento della frequenza cardiaca e della temperatura corporea. Il metabolismo di queste specie normalmente basato su carboidrati si converte in un metabolismo a base di lipidi. Il periodo di ibernazione non è continuo, ma si verificano frequenti risvegli ogni circa due settimane che in comunità di animali gregari avvengono in modo sincrono.
Gli animali di grossa taglia non sono ibernanti poiché il costo energetico al loro risveglio in primavera sarebbe troppo elevato. Solamente poche specie di mammiferi entrano in estivazione (corrispondente estiva dell'ibernazione) per superare i momenti dell'anno più caldi e siccitosi.

### Torpore quotidiano
Si parla di torpore quotidiano, invece, quando le fasi di riduzione metabolica e di abbassamento della temperatura corporea sono una conseguenza diretta dell'abbassamento della temperatura dell'ambiente esterno e durano meno di 24 ore solitamente nelle ore notturne. Questa strategia viene adottata allo scopo di risparmiare energia nelle ore più fredde o quando le risorse di cibo non sono disponibili e viene riscontrata in uccelli, come il colibrì, e in piccoli mammiferi come il toporagno che regola il torpore quotidiano con il crepuscolo.

## Eterotermia regionale
Determinate specie di ectotermi (tra cui alcuni teleostei, elasmobranchi, insetti e rettili) hanno sviluppato delle forme di endotermia tali per cui la temperatura solo in alcuni tessuti e/o organi risulta essere più elevata rispetto a quella che caratterizza l'ambiente esterno. Questi organismi, definiti eterotermi regionali, sono in grado di sfruttare processi che interessano generalmente l'attività muscolare.

### Insetti
Gli insetti volatori (come ad esempio coleotteri, falene ed api) possono riscaldare in pochi minuti il proprio torace durante il volo, grazie all' attività di alcuni muscoli che generano calore a causa di alcune inefficienze biochimiche, per mantenere temperature elevate in quella zona del corpo. Addome e capo, invece, rimangono più freddi per evitare shock termici, dannosi per il sistema nervoso o per gli altri organi, attraverso un sistema di scambio di calore in controcorrente situato all'altezza del peduncolo, che unisce torace e addome.
La termoregolazione avviene generalmente durante il volo e non durante la fase di riposo, per questo motivo gli insetti possono essere considerati anche come eterotermi temporali.
Alcune specie, invece, scaldano i muscoli prima del volo attraverso il brivido, che è generato dalla contrazione dei muscoli adibiti proprio a questa attività e nel farlo sviluppano una quantità di energia minima sufficiente per librarsi in volo. Per questo motivo, gli insetti di piccola taglia (quali zanzare e moscerini) non presentano tale meccanismo di termoregolazione, dato che sono in grado di volare anche con temperature quasi prossime allo zero.
Esistono alcune eccezioni, come nel caso dello scarabeo stercorario il quale, quando accumula lo sterco, presenta una temperatura più alta simile a quella mantenuta durante il volo, mentre quando è a riposo la sua temperatura corporea si adatta a quella dell'ambiente esterno.

### Pesci

#### Eterotermia craniale
Diversi pesci sviluppano nei pressi della zona cefalica, in particolare attorno al cervello e agli occhi, una temperatura superiore rispetto a quella del resto dell'organismo e dell'acqua circostante; questo adattamento garantisce una coordinazione più ottimale dei movimenti ed una vista efficiente, entrambe funzionali ad una migliore predazione o eventuale fuga.
Sussistono numerosi meccanismi specie-specifici che possono portare questi organismi ad adottare l'eterotermia craniale, come ad esempio la presenza di una rete mirabile che avvolge il cervello e gli occhi e la presenza di un organo specializzato che prende il nome di muscolo retto superiore. Il muscolo retto superiore non presenta filamenti di actina e miosina, è quindi specializzato nella produzione di calore piuttosto che nella contrazione, generando la cosiddetta termogenesi senza brivido. Questo muscolo è irrorato da una fitta rete di capillari che operano uno scambio di calore in controcorrente e inoltre è presente uno strato adiposo tutt'attorno che funziona da isolante e permette al calore di rimanere confinato presso l'area di interesse.

#### Eterotermia muscolare e viscerale
Alcuni pesci come il tonno, lo squalo bianco e lo squalo mako sono in grado di regolare la temperatura interna di alcune zone centrali del loro corpo, mentre man mano che ci si sposta in periferia, si possono osservare condizioni tipicamente ectotermiche con temperature in equilibrio con quelle ambientali. Questa termoregolazione si può riscontrare a livello della muscolatura rossa e dei visceri.
In questi pesci che presentano eterotermia regionale si può osservare una disposizione più profonda dei muscoli rossi (funzionali al nuoto) che sviluppano grande quantità di calore che viene catturato da un sistema in controcorrente. In questo modo il calore del sangue venoso proveniente dai muscoli viene ceduto al sangue arterioso in arrivo dalle branchie, che viene portato a un grado di calore più alto, mantenendo così il calore solo nella zona della muscolatura rossa. Ciò permette di aumentare la potenza muscolare favorendo il nuoto qualsiasi sia la temperatura esterna.
Un'altra caratteristica osservabile è la presenza di una rete mirabile viscerale che ha origine dall’arteria celiaco-mesenterica e che permette di mantenere il calore nella massa viscerale dell’animale garantendo una maggiore efficienza e velocità nella digestione e nell’assorbimento dei cibi.

### Rettili
Fenomeni di eterotermia regionale sono riscontrabili anche in rettili di grosse dimensioni: per questo motivo, si parla di gigantotermia. Questo meccanismo, tipico di animali quali il varano di Komodo, la tartaruga gigante delle Galapagos e la tartaruga liuto, sfrutta il basso rapporto superficie/volume dell'animale, che permette un ridotto scambio termico con l'ambiente esterno, garantendo un aumento della temperatura corporea grazie al calore metabolico accumulato.
Questa strategia può essere coadiuvata da altri meccanismi quali l'aumento dell'attività metabolica, la presenza di uno strato isolante adiposo sottocutaneo (simile al blubber dei cetacei), la regolazione della temperatura corporea a livello circolatorio attraverso processi di vasocostrizione e vasodilatazione e meccanismi di scambio in controcorrente.